# Rubia rotundifolia
Rubia rotundifolia là một loài thực vật có hoa trong họ Thiến thảo. Loài này được Banks & Sol. miêu tả khoa học đầu tiên năm 1794.